# Marcel Gromaire
Marcel Gromaire (Noyelles-sur-Sambre, 24 de julho de 1892 - Paris, 11 de abril de 1971) foi um pintor francês ligado ao expressionismo. Influenciado pela arte românica francesa e por Paul Cézanne e Georges Seurat, seus quadros se inspiraram por temas sobre trabalho e a vida camponesa, mas também tinha inclinação decorativa, como pode ser visto em suas tapeçarias, gênero em que Gromaire foi um dos maiores inovadores do século XX.

## Obras
- Portrait de Georges Zérapha (1922)
- Le Faucheur (1924)
- La Guerre (1925)
- Tennis devant la Mer ( 1928)
- Ci contre: portrait de Georges Charensol (1929)
- Les Lignes de la main (1935)
- Les Loisirs (1936)
- Soir sur une Vallée Abrupte (1948)
- Le Peintre et son Modèle (1950)